# チャリアオ・ユーウィッタヤー

チャリアオ・ユーウィッタヤー（เฉลียว อยู่วิทยา、発音 [t͡ɕʰā.lǐa̯w jùː.wít.tʰā.jāː]、RTGS: Chaliao Yuwitayaa、Chaleo Yoovidhya; 1923年8月17日 - 2012年3月17日）は、タイの実業家、投資家であった。中国語名は許書標（拼音: Xǔ Shūbiāo）。クラティンデーンの起案者、エナジードリンクのレッドブルブランドの共同設立者である。2012年に88歳で死去した当時は、タイで3番目に裕福な人物であり、推定純資産は50億米ドルであった。

## 背景
様々な新しい情報源は、チャリアオが1922年から1932年の間のある時点にタイ中部で生まれたことを示唆している。ニューヨーク・タイムズは異なる情報源によって3つの生年月日が提唱されていると指摘している: 『タイの新聞「The Nation」は90歳と報じ、タイの他のいくつかのニュースメディアは88歳と報じた。フォーブスは最近、彼の年齢を80歳としている。』。BBCニュースは「チャレオ氏は北部のピチット県で貧しい中国系移民の両親から生まれ、1932年に生まれたと地元メディアは報じている」としている。オーストラリアンとタイムは89歳としている。テレグラフとインデペンデントは1923年にピチット県でアヒルを飼い、果物を商う貧しいタイ・中国系の家庭に生まれたとしている。父親は海南からの移民だった。
ほとんど教育を受けていない彼は、両親のもとで働き、その後バンコクに移り住んだ。抗生物質のセールスマンになった後、1960年代初頭に小さな製薬会社TCファーマシューティカルズを設立した。その後、「神のひらめき」と称して、エネルギーを高める飲料を開発し、1976年に初めて発売した。ロゴマークには、2頭の大きな赤い雄牛が突進している様子が描かれている。この雄牛はウシではなく、東南アジアに生息する野生のガウルで、タイ語では「クラティン（กระทิง）」と呼ばれている。
ドイツ企業のオーストリア人セールスマンだったディートリッヒ・マテシッツは、この飲料で時差ぼけが治ったことに気付き、1984年にチャリアオとパートナーシップを結んだ。1987年、2人は「レッドブル（Red Bull）」と銘打った輸出版を発売したが、チャリアオはオリジナルの配合（マテシッツの指導のもと欧米人向けにアレンジされたもの）を提供し、マテシッツはマーケティングを担当した。それぞれが50万米ドルを出資して、レッドブル・エナジードリンクのフランチャイズの49％を取得し、残りの2%をチャリアオの息子であるチャルームが所有した。チャリアオは、タイで他のエナジードリンクを製造するTCファーマシューティカルズのオーナーであり、また、タイの私立病院であるピヤベート病院の共同オーナーであり、イタリアの高級スポーツカーであるフェラーリのタイへの唯一の正規輸入代理店の共同オーナーでもある。

## 死去
チャリアオは2012年3月18日にバンコクで死去した。